# Abrama
Abrama è una suddivisione dell'India, classificata come census town, di 21.035 abitanti, situata nel distretto di Valsad, nello stato federato del Gujarat. In base al numero di abitanti la città rientra nella classe III (da 20.000 a 49.999 persone).

## Geografia fisica
La città è situata a 20° 35' 00 N e 72° 56' 32 E.

## Società

### Evoluzione demografica
Al censimento del 2001 la popolazione di Abrama assommava a 21.035 persone, delle quali 11.189 maschi e 9.846 femmine. I bambini di età inferiore o uguale ai sei anni assommavano a 2.538, dei quali 1.366 maschi e 1.172 femmine. Infine, coloro che erano in grado di saper almeno leggere e scrivere erano 16.319, dei quali 9.271 maschi e 7.048 femmine.